# Megara Nisea

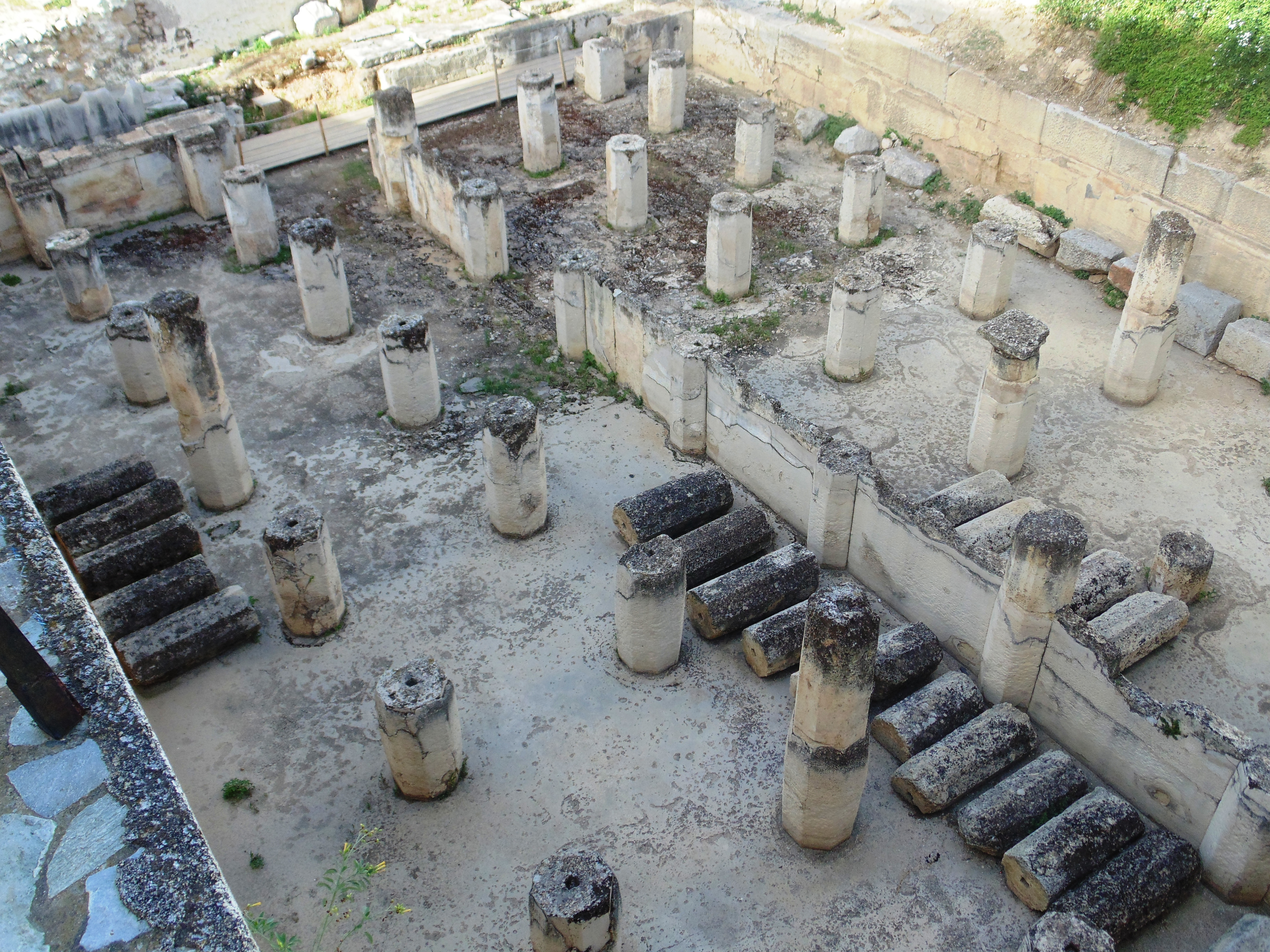
La cosiddetta "fontana di Teagene"

Megara Nisea (Megara Nisaea o Nisaia) è stata una polis dell'antica Grecia. Era la città più importante della Megaride, regione storica posta tra la Corinzia e l'Attica. La città è abitata ancora oggi (vedi Megara (città moderna)).
A Megara nacquero il filosofo Euclide e il poeta elegiaco Teognide.

## Storia
Fondata da genti corinzie o argive, Omero non la menziona nell'Iliade. Presenta prime tracce di insediamento urbano a partire dalla fine del Medioevo ellenico: i ritrovamenti comprendono soprattutto vasi di corredo funerario della seconda metà dell'VIII secolo a.C. Queste tombe geometriche si trovano tutte all'interno della cinta muraria di età classica, il che indica che la città fu costituita dal sinecismo di cinque kòmai: Megara, Heraia, Piraia, Kynosura e Tripodiskos.
Fu una delle protagoniste indiscusse della colonizzazione greca d'età arcaica (VIII-VII secolo a.C.), fondando in Sicilia Megara Hyblaea, Trotilon (nei pressi dell'attuale Brucoli), Leontini e Thapsos.
In Asia Minore fondò altre colonie come Bisanzio, Eraclea Pontica e Calcedonia.

### La tirannide e l'oligarchia
Fu patria di una delle più antiche tirannidi arcaiche. Guidata dal tiranno Teagene, alla fine del VII secolo a.C. Megara conobbe un relativo splendore che la portò a conquistare l'adiacente isola di Salamina, spesso contesa con gli Ateniesi (e che questi ultimi riconquistarono, poi, con Pisistrato).
Dopo la cacciata di Teagene, i Megaresi conobbero un periodo di disordini, poi sedati con il ritorno delle antiche famiglie aristocratiche. Testimone di questi avvenimenti è il poeta Teognide.

### Il controllo sulla Megaride
Megara era il capoluogo della Megaride e, come città istmica, controllava due porti, Paghe e Nisea; il primo si affacciava sul golfo Corinzio, il secondo su quello Saronico. Anche quest'ultimo, come Salamina, fu oggetto di contesa con Atene. I confini della regione da essa controllata erano a nord la collina di Kèreta e il monte Citerone e a sud con le baie di Aigosthenai e Pagai, territori sotto il controllo di Corinto. Inoltre possedeva il territorio presso i monti della Gerania, poi presi dai Corinzi intorno alla metà del VI secolo. Megara disponeva comunque di un territorio pari a 475 km2.

### Le guerre persiane e il conflitto con Corinto
Nelle guerre persiane offrì 20 navi e 4.000 opliti, salvando la città da una possibile invasione. In seguito nacquero nuove lotte con Corinto fino alla guerra avvenuta nel 459 a.C. Poiché non era favorita da Sparta, città egemone della Lega peloponnesiaca, di cui entrambe le città in conflitto erano partecipanti, Megara strinse un'alleanza con Atene ed entrò nella Lega delio-attica abbandonando i Peloponnesiaci. In seguito, si riunì a questi e permise al re spartano Plistoanatte di marciare verso l'Attica nella prima guerra del Peloponneso.

### Megara nella Guerra del Peloponneso
Poco prima della seconda guerra del Peloponneso, più precisamente nel 433 a.C., gli Ateniesi approvarono attraverso il voto un decreto (detto Decreto di Megara) ideato da Pericle che andava a danno dei Megaresi. Infatti veniva vietato a qualsiasi nave megarese di attraccare e commerciare nei porti dell'Impero ateniese. Questo indebolì la città ed aumentò l'ostilità dei Megaresi verso Atene. Questa decisione era stata presa in seguito all'aiuto di Megara dato a Corinto nel conflitto contro Corcira, andando contro gli ammonimenti di Sparta. Megara fu una delle principali città che spinse per la guerra contro Atene nell'assemblea spartana in un cui erano stati accolti in via del tutto straordinaria i messi di altre città. Inoltre nel 431 a.C. Megara indusse i generali Cnemo e Brasida ad attaccare con una flotta il porto del Pireo, attacco che, in seguito ad uno smascheramento ateniese di tale operazione bellica, non avvenne.
Nel 424 a.C. i democratici di Megara avevano esiliato gli oligarchici al porto di Nisea, ma poi decisero di richiamarli e ordirono di far entrare con l'inganno gli Ateniesi nella città per far passare l'intera Megaride dalla parte della Lega delio-attica. Questi congiurati lasciarono passare le forze di Atene oltre i confini della regione e portarono l'intera popolazione all'interno delle mura. In seguito si organizzarono per persuadere l'esercito cittadino ad uscire per una battaglia in campo aperto, che avrebbe senza dubbio portato ad un massacro e ad una sconfitta per i Megaresi, ma un tale svelò il piano. Brasida giunse con 600 uomini e scacciò gli Ateniesi a Nisea, ove lasciarono un presidio, e i democratici furono costretti a fuggire lasciando il comando cittadino ad un rigido regime oligarchico.
La città si oppose sempre alle richieste spartane di una pace con Sparta e fu incaricata nel 413 di costruire, con l'aiuto di Trezene, Epidauro ed Ermione, un totale di 10 triremi per la flotta peloponnesiaca. Infine il generale megarese Elisso, al comando di 10 navi, diede inizio alla rivolta voluta da Sparta e dal satrapo Farnabazo nell'Ellesponto, portando alla ribellione alleati ateniesi come Calcedone, Cizico e Selimbria.

## Megara e le pretese origini della commedia
Gli antichi la ricordano come sede di mimiche farsesche di origine popolare, tanto che Aristotele, nella Poetica, ci informa, polemizzando, che i Megaresi si vantavano di aver inventato la commedia. Difatti, inventore della commedia veniva ritenuto un certo Susarione, di origine megarese.
Forse proprio per questo motivo (oltre che per l'eterna ostilità con i vicini ateniesi) i Megaresi proverbialmente sono conosciuti dagli antichi greci come sciocchi e creduloni, ma anche parassiti ed imbroglioni. Famosa è l'espressione proverbiale: lacrime megaresi, che si usa per stigmatizzare un comportamento falso ed ipocrita.

## La scuola filosofica
In età ellenistica fu sede dell'importante scuola filosofica megarica, d'impostazione socratica, famosa per il ruolo attribuito alla dialettica eristica. Nel solco della tradizione socratica, fu anticipatrice, per certi versi, di una concezione monoteistica.

## Culti
Era devota principalmente ad Apollo, ma importanti centri di culto sono dedicati anche a Dioniso e a Demetra (in associazione con la vicina Eleusi).